# Hubert Maga
Pour les articles homonymes, voir Maga.
 (janvier 2022).
Si vous disposez d'ouvrages ou d'articles de référence ou si vous connaissez des sites web de qualité traitant du thème abordé ici, merci de compléter l'article en donnant les références utiles à sa vérifiabilité et en les liant à la section « Notes et références ».
Hubert Maga, né le 10 août 1916 à Parakou et mort le 8 mai 2000 à Cotonou, est un instituteur, homme politique béninois et président de la république du Dahomey (actuel Bénin) de 1960 à 1963 et de 1970 à 1972. Il est le premier président du Bénin indépendant.

## Jeunesse
Issu d'une famille modeste, Koutoukou Maga naît le 10 août 1916 à Parakou, d'une mère Bariba et d'un père Voltaïque. Il suit des études primaires, à partir de 1926, à Bohicon, où il a pour enseignant Émile Bodé Zinsou, et à Abomey, où il obtient son certificat d'études primaires. Il intègre alors l'École primaire supérieure Victor-Ballot à Porto-Novo, avant d'entrer à l'École normale William-Ponty en 1933. Les quatre années d'école normale lui permettent de rencontrer à Porto-Novo, où a lieu la première année d'enseignement, le Nigérien Hamani Diori et, à Gorée, au cours des trois années suivantes, le Soudanais Modibo Keïta, avec qui il se lie. Durant ces années sénégalaises, Koutoukou Maga, né musulman, se convertit au catholicisme à l'âge de 17 ans et se fait baptiser sous le prénom d'Hubert. C'est également à cette période qu'il fait la connaissance de sa future femme, Marie Do Régo, une dahoméenne originaire de Ouidah, et issue d'une importante famille de « Brésiliens » de la côte. Elle devient par la suite infirmière et ensemble ils auront trois filles et deux garçons. Hubert Maga sort major de la promotion dahoméenne à William-Ponty et devient le troisième instituteur dahoméen originaire du Nord. Il est d'abord nommé à Bembéréké (à une centaine de kilomètres au nord de Parakou), puis à l'école primaire de Natitingou, qu'il dirige à partir de 1945.
Si son parcours scolaire et professionnel est remarquable, il ne suffit pas à Hubert Maga à se faire remarquer sur la jeune scène politique dahoméenne. L'éloignement géographique, son jeune âge et des liens insuffisants, voire inexistants, avec les principaux animateurs des comités électoraux – tant dans l'Église catholique que chez les « anciens » des sociétés de presse de l'entre-deux-guerres – expliquent qu'il n'a sans doute pas été membre des comités électoraux.

## L'entrée dans la vie politique
Toutefois, lors des élections territoriales de 1946-1947, Hubert Maga se présente au deuxième collège sur la liste de l'Union progressiste dahoméenne (UPD), non dans la circonscription de Parakou mais dans la sixième circonscription réunissant les cercles de Kandi et de Natitingou. Les documents font défauts quant à son adhésion à l'UPD et au mode d'élaboration des listes électorales, mais il est vraisemblable que l'UPD a été confronté à une carence de candidats offrant un niveau scolaire minimum dans deux cercles où les infrastructures scolaires étaient insuffisantes. Cela explique l'élection d'Hubert Maga à Natitingou et, plus étonnant encore, celle du porto-novien Michel Ahouanmènou sur la même liste. L'implantation réussie de Hubert Maga à Natitingou – et qui se vérifiera aux élections territoriales de 1952 et de 1957 – doit sans aucun doute à la reconnaissance de son action scolaire dans cette région, mais elle éclaire de fait une constante critique de ses origines filiales qui lui interdit tout espoir de candidature à Parakou, dont il est pourtant originaire.
En février 1947, il est élu secrétaire de la Commission budgétaire du premier Bureau du Conseil général, avant d'être élu au Grand conseil de l'AOF le 3 novembre 1947, en quatrième place sur la liste de l'UPD conduite par Sourou Migan Apithy. De nouveau, rien ne nous permet de déterminer le mode de constitution de cette liste. Mais seul représentant du Nord élu au Grand conseil, il est vraisemblable que certains membres de l'UPD aient pris conscience de l'utilité d'une fidélisation des électeurs originaires du nord du Territoire. De fait, Hubert Maga accède à des responsabilités politiques qui en font l'une des personnalités politiques clés, même s'il n'apparaît pas alors comme l'un des animateurs de la scène politique dahoméenne ; il est ainsi pratiquement absent des débats sur les relations entre l'UPD et le Rassemblement démocratique africain (RDA). Cette absence d'engagement lui est d'ailleurs alors reprochée comme en témoigne un rapport du gouverneur Jacques Boissier :
« À Natitingou, Maga Coutoucou, grand conseiller et conseiller général, de l'Union progressiste dahoméenne, semble reprendre avantage sur la section du Bloc populaire africain (BPA) de la région. Mais il ne paraît pas renoncer pour cela à son idée de constituer à l'instar de ce qui est fait en Guinée, un parti régional « indépendant du Nord » ne serait-ce que pour ne plus se voir reprocher son obédience passive à l'UPD et pour mieux défendre les intérêts des populations du Nord qu'il représente. Ces intentions expliquent pourquoi, au Conseil général, le président Apithy a tant insisté pour qu'on ne néglige pas le Nord, notamment en ce qui concerne les crédits et le programme de travaux. »
La possibilité de voir apparaître un parti politique spécifique au Nord apparaît ici pour la première fois dans un document produit par l'Administration. Car malgré ses deux mandats, Hubert Maga ne semble pas peser de manière prépondérante au sein de l'UPD. Ainsi, le rapport mensuel de novembre 1948, qui établit un récapitulatif des forces politiques en présence au Dahomey, ne le cite pas parmi les quinze principaux leaders du doyen des partis dahoméens. Et les assurances de Sourou Migan Apithy et du président de l'UPD Augustin Azango que le Nord ne sera pas oublié, ne convainquent pas Hubert Maga qui, rejoint par le conseiller Tahirou Congacou (directeur de l'École régional de Djougou) et Mama Chabi (petit-fils de la chéfesse des Peuls de Parakou), envisage de plus en plus la création d'un parti spécifiquement nordiste.

## Un parti pan-nordiste: le Groupement ethnique du Nord
Il faut cependant attendre les élections législatives françaises de 1951 pour que la rupture soit effective. L'obtention d'un second siège au palais Bourbon pour la circonscription du Dahomey est alors considérée, par Hubert Maga et ses partisans, comme l'occasion donnée à l'UPD de démontrer son attachement aux intérêts du Nord par la désignation de Maga sur la liste du parti. Le refus des instances dirigeantes de l'UPD, qui choisissent Émile Derlin Zinsou et Sourou Migan Apithy, provoque le départ de Hubert Maga et de nombreux militants originaires du Nord. Cette scission apparaît comme inéluctable pour Hubert Maga qui, dans le cas contraire aurait pris le risque de voir fortement contesté son autorité sur les autres élus du Nord. Mais le pari considérant qu'un scrutin législatif se joue davantage sur la personnalité des candidats que sur le parrainage d'un parti politique est des plus risqués. Et même si dans les mois qui suivent, le départ de Sourou Migan Apithy de l'UPD résulte d'une analyse similaire, le député du Dahomey a pour lui une popularité sans nulle égale parmi le personnel politique dahoméen.
La réussite de la liste conduite par Hubert Maga, avec pour colistier le médecin René Deroux, n'a pu être possible que par le recueil d'une très large majorité des voix dans le Nord et par de fortes divisions politiques dans le Sud. En effet, au vu de la chance que constituait cette élection, l'union de l'ensemble du personnel politique du Nord s'est réalisée sans difficulté autour d'Hubert Maga et au sein d'une nouvelle formation au nom des plus évocateurs : le Groupement ethnique du Nord (GEN). Mais, la liste Maga/Deroux a aussi bénéficié de la multiplication de listes électorales aux réserves potentielles de voix identiques. Ainsi, la liste du GEN arrive en deuxième position après la liste Apithy/Dunglas, mais devance très largement les listes Zinsou/Kakpo (UPD), Quenum/Kounde (GID), Poisson/Aplogan (BPA) et d'Assomption/Stifkens. En devenant député de la circonscription du Dahomey aux côtés de Sourou Migan Apity – qui lui conseille de s'inscrire au groupe des Indépendants d'outre-mer (IOM) au palais Bourbon. Hubert Maga accède à la plus prestigieuse fonction élective auquel peut prétendre un Dahoméen et devient l'une des personnalités incontournables de la scène politique dahoméenne.
Cela se traduit par une solide implantation du GEN dans le Nord qui se vérifie lors des élections locales du 30 mars 1952. En remportant neuf sièges, la formation nordiste devient le deuxième force politique de l'Assemblée territoriale et une alliance passée avec le Parti républicain dahoméen (PRD) permet à Hubert Maga d'obtenir l'un des sièges de vice-présidents. Le 30 avril, les deux députés du Dahomey retrouvent aussi leurs sièges de Grands conseillers, mais le non-respect des consignes de votes, tant au sein du GEN que du PRD, entraîne l'élection au Grand conseil d'un conseiller BPA (Ahomadegbé) et de deux conseillers européens sans étiquettes (Chaux et Bertho). Ce cafouillage tient peut-être aussi aux consignes de neutralité données par Hubert Maga qui entend ne pas limiter au seul Nord l'influence de son parti et donc de ne favoriser aucune autre formation, y compris le PRD.
Dans cette optique, la première décision qui est prise lors du premier congrès du GEN des 10, 11 et 12 janvier 1953 est la modification de sa dénomination pour celle plus large de Mouvement démocratique dahoméen (MDD). L'affirmation d'une telle ambition aux objectifs improbables, n'a que peu de répercussion, y compris au sein du PRD, principale formation visée. D'autant que sous une apparente unité de façade, certains contentieux apparaissent au sein du MDD comme le choix de la ville devant accueillir le siège, Djougou ayant été préféré à Parakou, la ville la plus importante du Nord, mais aussi la plus prompte à remettre en cause l'autorité de Hubert Maga. Quoi qu'il en soit, l'alliance entre le PRD et le MDD fait de nouveau la preuve de son efficacité lors des élections pour l'Assemblée de l'Union française de novembre 1953 qui consacrent la victoire de leurs deux candidats. En effet, désireux de barrer la route à une liste menée par Émile Derlin Zinsou, Sourou Migan Apithy avait proposé au MDD de présenter une liste commune réunissant un candidat du Sud désigné par le PRD – en l'occurrence Paul Hazoumé – et un candidat du Nord désigné par le MDD – René Deroux après le refus de Tahirou Congacou d'une alliance contre Emile Derlin Zinsou.
Malgré le succès de la liste Hazoumé/Deroux, les relations entre Sourou Migan Apithy et Hubert Maga se détériorent rapidement ; ce dernier désirant s'affranchir d'un parrainage qu'il trouve encombrant, notamment au palais Bourbon, et qui est critiqué dans les rangs du MDD. Les limites de l'alliance tacite entre le PRD et le MDD sont atteintes lors des élections du 19 juin 1955 au Conseil de la République. Contraint par ses engagements d'apporter son soutien à Maximilien Quenum, candidat du PRD à la deuxième section des non-citoyens, le MDD est dans l'incapacité de présenter un candidat à la première section faute d'y avoir un élu. Prisonnier de son implantation territoriale, le MDD l'est aussi de son absence à la section des citoyens et perd ainsi l'occasion de remporter un siège au palais du Luxembourg. D'autant que le choix de Maximilien Quenum provoque le mécontentement d'une partie des élus du MDD qui auraient préféré, dans une certaine mesure, Fassassi Adamon dont l'importance dans la communauté musulmane dahoméenne a déjà été mentionnée. Hubert Maga a d'ailleurs lors du scrutin, le plus grand mal à faire respecter les consignes de vote du MDD. Contesté pour son impuissance lors d'un scrutin dont il aurait pu être l'arbitre, la légitimité de Maga au sein du MDD est mise en doute ; ses détracteurs rappelant ses « origines paternelles étrangères ».
Toutefois, Hubert Maga reste incontournable au sein d'un mouvement dans lequel il bénéficie d'une certaine aura due notamment à son mandat de député. C'est donc en toute logique qu'il se représente lors des élections législatives françaises de 1956. Mais soucieux de marquer la rupture entre le MDD et le PRD, il choisit comme colistier Faustin Gbaguidi, membre de l'ancienne famille régnante de Savalou, synonyme d'une volonté d'implantation du MDD dans la partie centrale du Dahomey jusqu'alors « chasse gardée » des partis politiques originaires du Sud. Conscient que l'existence d'un MDD trop puissant en ferait l'arbitre de la scène politique dahoméenne, il semble que Sourou Migan Apithy ait favorisé la création de deux listes concurrentes à celle du MDD de façon à faire chuter Maga ; la première comprenant Antoine Toko et Djibril Maurat (liste des Indépendants des partis politiques) et la deuxième regroupant Paul Darboux et Mama Soumanou (liste de Défense des intérêts économiques). Cette clairvoyance de Sourou Migan Apithy tient aussi sans doute au fait qu'il ne devait pas ignorer que dans un même temps, Hubert Maga et Émile Derlin Zinsou multipliaient leurs rencontres afin de favoriser un rapprochement entre l'UDD et le MDD.

## Une personnalité devenue incontournable

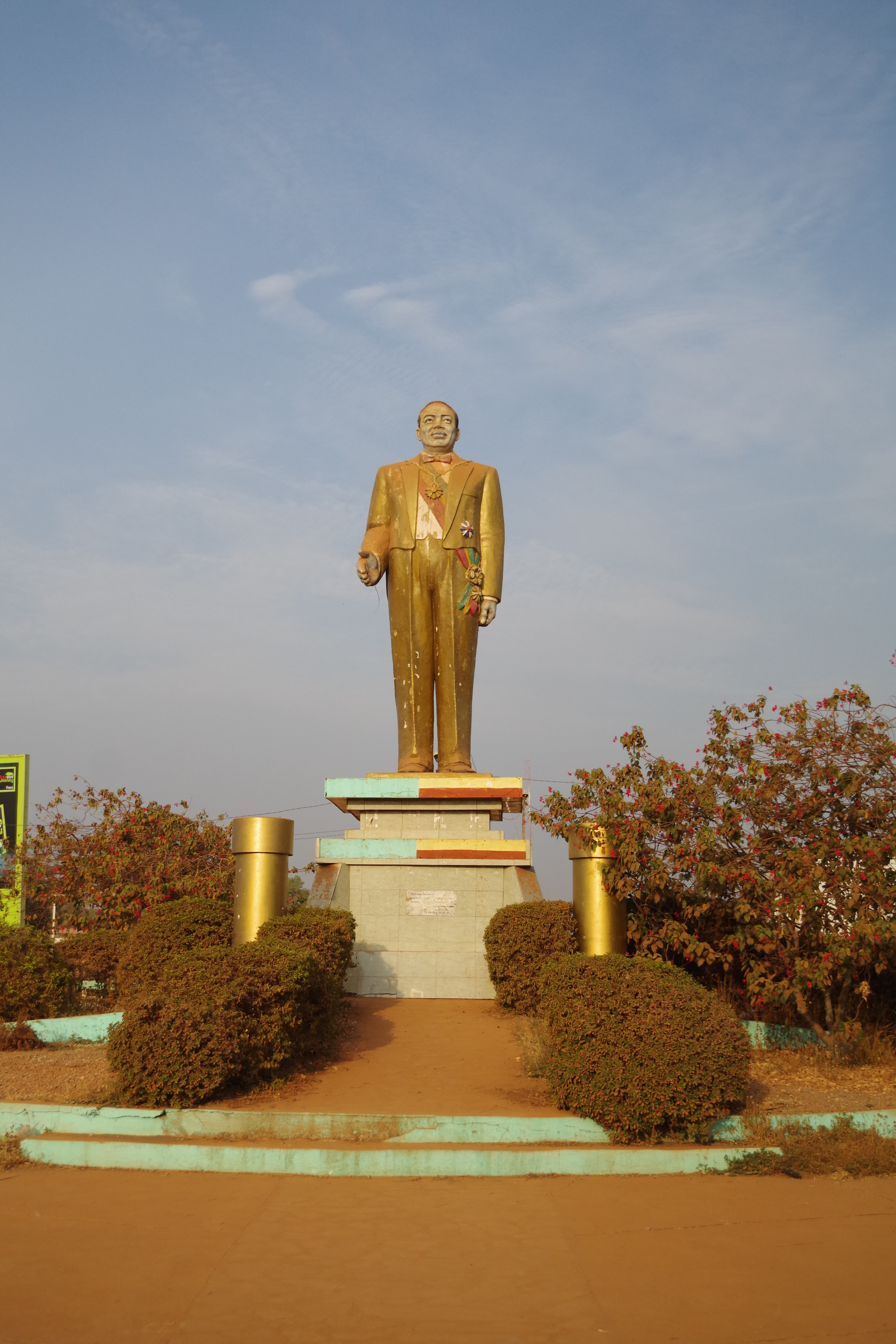
Vue de face de la statue de Maga à l'entrée de la ville de Parakou

L'échec de la manœuvre d'Apithy et la relative facilité avec laquelle le dirigeant du MDD retrouve son siège au palais Bourbon paraissent laisser le champ libre à Hubert Maga qui, grâce aux voix de l'UDD, est élu à la présidence de l'Assemblée territoriale lors du renouvellement du Bureau le 17 avril 1956. Émile Derlin Zinsou, qui dans un premier temps convoite la présidence de l'Assemblée, cède d'autant plus facilement que l'UDD s'enfonce dans une crise interne sur la question de l'affiliation au RDA et qu'il tient à « ne pas donner lieu à des interprétations malveillantes de son geste vis-à-vis de l'UDD ».
Mais les élections territoriales du 31 mars 1957 et la très large victoire du PRD, qui obtient seul la majorité des sièges, vident de sa substance l'alliance entre le MDD et l'UDD, d'autant que les résultats de ce dernier sont catastrophiques. Le bilan du MDD apparaît lui aussi comme très mitigé dans la mesure où le renforcement de sa présence au sein de la nouvelle Assemblée résulte en grande partie des succès remportés par deux listes dissidentes du MDD : celle de Jeunesse et Progrès, qui obtient les deux sièges de la circonscription de Parakou, et celle des Indépendants des partis politiques qui remportent les quatre sièges de la circonscription de Djougou. La stratégie d'alliance avec l'UDD est un échec, ne permettant pas au MDD de jouer un rôle d'arbitre sur la scène politique dahoméenne et contraint Hubert Maga à entreprendre l'union d'une scène politique nordiste en voie d'éclatement.
La prise de conscience de certains (jeunes) élus du Nord d'avoir la capacité de peser sur la scène politique dahoméenne leur apparaît comme la preuve de leur intégration dans celle-ci. Et l'idée, selon laquelle le Nord ne pouvait s'épanouir politiquement qu'en opposition au Sud et qu'il devait donc maintenir à tout prix son unité pour ce faire, se révèle caduque. La quasi-absence d'un ciment idéologique au sein du GEN, puis du MDD, entraîne en toute logique une forte contestation dans leurs rangs et au sein de mouvements nordistes concurrents. Mais il est vraisemblable que malgré leurs succès, les deux listes dissidentes ne peuvent pas prétendre à une influence identique à celle de Hubert Maga qui reste une personnalité majeure. Des pourparlers ont lieu entre les différentes parties et le 13 avril, Maga obtient leurs ralliements au MDD contre l'engagement de réformes de principes. C'est donc tout en toute logique que Hubert Maga, chef naturel du Nord, obtient un siège de vice-président lors de l'élection du Bureau de la nouvelle Assemblée le 14 mai. Cependant, fort de son succès, le PRD affirme sa domination en imposant ses élus à toutes les autres fonctions de direction, au premier rang desquelles la présidence qui revient à Sourou Migan Apithy. Davantage contrarié par l'opposition de l'UDD que par celle du MDD, celui-ci tient à ce que Justin Ahomadegbé ne soit pas reconduit dans ses fonctions au Grand conseil de l'AOF. Le MDD se voit alors proposer un remaniement du Bureau à son profit en échange de la défaite du leader de l'UDD. Le 15 mai, les consignes de votes sont scrupuleusement respectées et Justin Ahomadegbé perd son siège. Ces élections sont aussi l'occasion de sceller la réconciliation du MDD et de Jeunesse et Progrès par l'élection de Boni Salifou Pedro et de Mama Arouna sur une liste commune au symbolique nom d'« Entente Nord-Dahomey ».
Toutefois, l'hégémonie du PRD fait peur et les élus du Nord sont conscients que de leur unité dépend leur capacité à peser sur la politique dahoméenne. Un congrès est donc organisé, à Parakou au milieu du mois d'août 1957, afin de fonder un nouveau mouvement qui prend le nom de Rassemblement démocratique dahoméen (RDD) et, qui réunit le MDD, Défense des intérêts économique et Jeunesse et Progrès. Soucieux de ménager l'avenir et le seul mouvement en l'état de s'opposer au PRD dans le Sud, Justin Ahomadegbé est invité à ce congrès et il y prend la parole. En effet, l'élection du PRD Francis Covi à la présidence de l'Assemblée territoriale, en remplacement de Sourou Migan Apithy qui a démissionné afin de diriger le Conseil de gouvernement, consterne les élus nordistes estimant que, dans le cadre de l'alliance MDD/PRD, la fonction devait revenir au premier vice-président Hubert Maga.
Cet échec est vite relégué au second plan quand, le 18 novembre 1957, Hubert Maga devient sous-secrétaire d'État auprès du ministre du Travail et de la Sécurité sociale, Paul Bacon, dans le cabinet de Félix Gaillard, scellant ainsi la participation des IOM à une majorité fragile. Soucieux de tirer les bénéfices politiques de sa nomination ministérielle, Hubert Maga entreprend une tournée au Dahomey au début du mois de décembre 1957. Mais prémices de nouvelles difficultés au sein de son mouvement, une partie des membres du RDD de Parakou, menée par Mama Arouna, refuse de l'accueillir lors de sa venue dans la ville. Toutefois, seul Dahoméen à avoir eu une responsabilité ministérielle au sein d'un gouvernement français, Hubert Maga s'impose comme le pendant naturel de Sourou Migan Apithy. Car, malgré une carrière élective moins importante que ce dernier et une influence plus réduite dans le cénacle politique franco-africain, Hubert Maga est parvenu à imposer son autorité sur trois niveaux : au niveau local, il apparaît comme le seul capable de constituer l'unité du Nord ; au niveau territorial, il comprend que le seul moyen d'accéder au pouvoir exécutif, dans le cadre d'un Dahomey autonome voire indépendant – est de devenir l'arbitre de la vie politique dahoméenne et enfin, au niveau national, Hubert Maga a imposé l'idée qu'il était l'un des dirigeants potentiels du Dahomey, à l'instar de Sourou Migan Apithy. Et contrairement à ce dernier, qui a été desservi par ses changements successifs de groupes parlementaires au palais Bourbon, il accède à un poste ministériel aux responsabilités symboliques, mais dont il tire un prestige qui s'avère décisif dans ces quelques années précédant l'Indépendance. Ainsi, l'absence de formation majoritaire, à la suite des élections à la première Assemblée nationale dahoméenne (2 et 23 avril 1959), entraîne la démission de Sourou Migan Apithy, de sa fonction de président du Conseil de gouvernement, et son remplacement par Hubert Maga. Celui-ci bénéficie du soutien déterminant de l'UDD-RDA, qui se retrouve contraint de favoriser le RDD par opposition au PRD, et tire une nouvelle fois les bénéfices de sa stratégie d'arbitre de la scène politique dahoméenne. D'autant qu'en vue des élections présidentielles, le PRD et le Parti progressiste dahoméen (PPD, fondé en mars 1958 par Émile Derlin Zinsou) fusionnent afin de donner naissance au Parti des nationalistes dahoméens (PND). L'UDD-RDA s'allie donc avec le RDD afin de faire investir Hubert Maga Premier ministre le 22 mai 1959. C'est en cette qualité qu'il assume la charge de chef d'État à la pleine indépendance du pays, le 1er août 1960 où il prononce un discours avant de promulguer la première Constitution le 25 novembre 1960 puis d'être élu à sa présidence par les membres de l'Assemblée le 11 décembre suivant. 

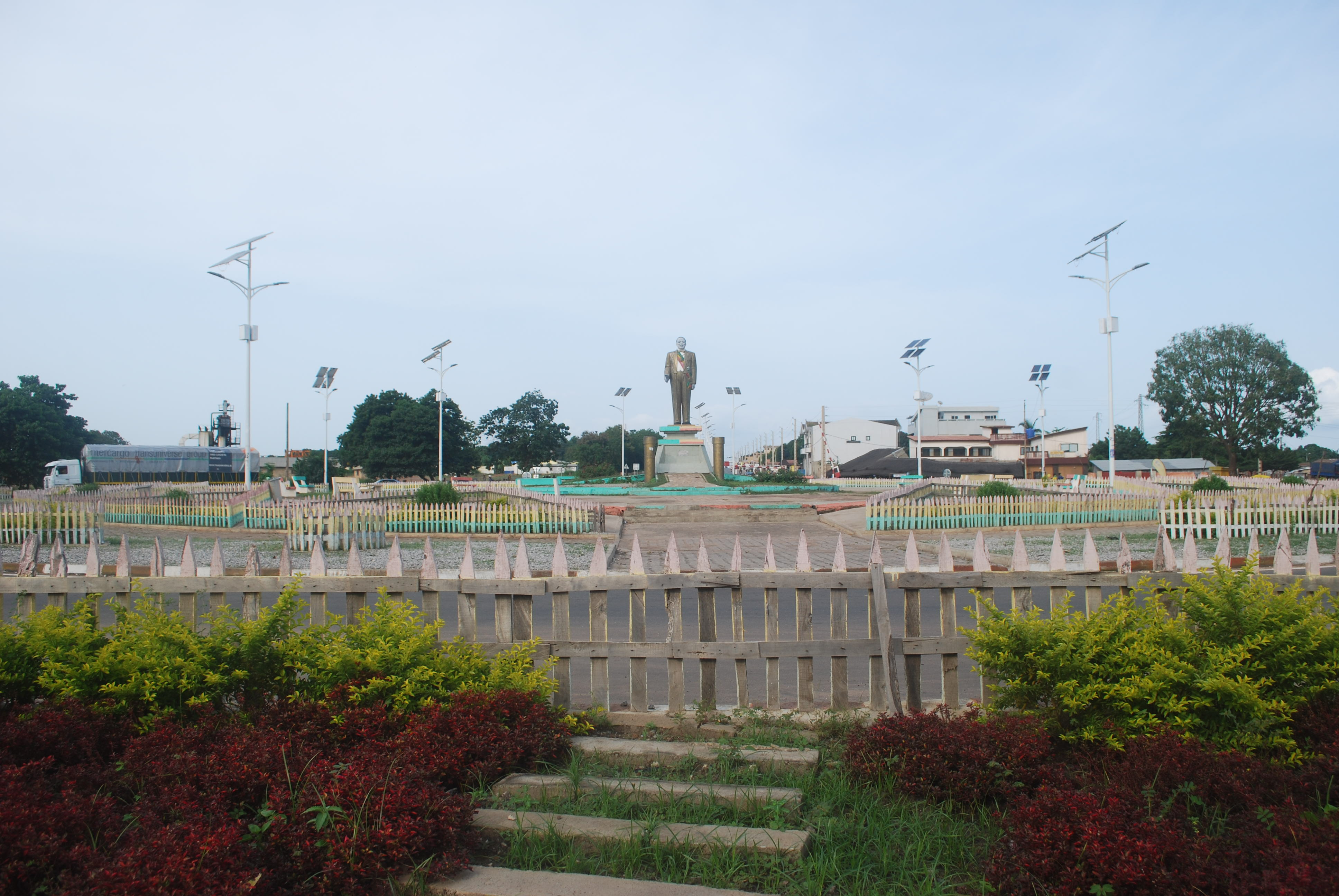
La place Hubert Maga 13.

## Distinctions et décorations
- Chevalier de l'ordre de l'Étoile noire[7].
- Grand-croix de l'ordre national du Dahomey, de droit en qualité de grand maître de l'ordre (1960)[10].
- Chevalier de l'ordre de Pie IX (1962)[11].
- Grand commandeur de l'ordre de la République fédérale (1971)[12].